# 硫胺
硫胺，又称硫胺素、维生素B1，命名為「thio-vitamine」（含硫維生素）。分子式C12H17N4OS+。它是人体必需的13种维生素之一，是一种水溶性维生素，属于维生素B族，它最終被指定了通用描述名稱維生素B1。其磷酸鹽衍生物參與許多細胞過程。最好形式是焦磷酸硫胺素（TPP），是糖和氨基酸的分解代謝的輔酶。在酵母中，TPP中也是酒精發酵的第一步驟。有保护神经系统的作用，还可以促进肠胃蠕动，提高食欲。穩定且非吸濕性硝酸硫胺鹽是用於麵粉和食品的營養強化同效維生素。硫胺列在世界衛生組織基本藥物名單中，是基本醫療衛生制度中最重要的藥物名單。
硫胺主要扮演食物中的糖與醣類（澱粉）在消化過程中的處理角色，最後產生能量；同時作為肌肉協調及維持神經傳導之需。維生素B1亦有中度的利尿作用。硫胺不够稳定，遇热、紫外线、氧气都会发生化学反应，分解或变质。硫胺可以溶于水，不溶于醇等有机溶剂。常温下在pH值为3.5的水溶液中稳定，而在中性和碱性溶液中会发生分解。通常会被制作为盐酸盐（C12H18Cl2N4OS，CAS No.67-03-8）、硝酸盐（C12H17N5O4S，CAS No.532-43-4）等较稳定的形式来使用。

## 发现历史
硫胺的发现和脚气病成因的探索密切相关。脚气病是一种曾经在亚洲较普遍出現的維生素缺乏症，症状包括下肢浮肿等。
1910年，日本化学家鈴木梅太郎从米糠中提取出了抗脚气病酸（アベリ酸，Aberic acid），后来证明它就是硫胺。
1911年，波兰化学家卡西米尔·冯克在英國伦敦的李斯特研究所从米糠中得到了一种胺类的结晶，他认为这就是克里斯蒂安·艾克曼研究中米糠中治疗脚气病的成分。因为是胺类，所以被他命名为Vitamine，这也是维生素名称的由来。
但是，人们发现卡西米尔·冯克得到的晶体对脚气病并没有很好的疗效，后来发现原来他得到的结晶主要是另一种维生素B族成员——烟酸。1926年，曾经在艾克曼的实验室工作过的两位荷兰化学家B. C. P. Jansen和W. Donath在罗伯特·威廉姆斯的帮助下得到了硫胺的真正结晶。威廉姆斯为它取了个正式的英文名称：Thiamin，为了反映出它是一种胺，美国化学会将其改为Thiamine。

## 化學性質
硫胺素化學式C12H17N4OS是一種無色有機硫化合物也是一种季铵盐。其結構包括一個氨基嘧啶和通過亞甲基橋連接的噻唑環。噻唑取代有甲基和羥基的側鏈。硫胺素可溶於水、甲醇和甘油，幾乎不溶於極性較小的有機溶劑。在酸性溶液中它是穩定的，但是在鹼性溶液中不穩定。硫胺素，其是N-雜環卡賓，可以用來代替氰化物作為催化劑的對二苯乙醇酮縮合。硫胺素對熱不穩定，但在冷凍儲藏時穩定。當暴露在紫外線和γ輻射它是不穩定的。硫胺素在美拉德反應強烈反應。

## 生物合成
複雜的生物合成硫胺素發生在細菌，一些原生動物，植物和真菌。噻唑和嘧啶結構部分，分別生物合成然後組合，由硫胺素磷酸合酶（EC2.5.1.3）的作用，以形成胸苷單磷酸（ThMP）。對生物合成途徑可以不同生物體之間。在大腸桿菌和其它腸細菌，胸苷單磷酸可由硫胺素磷酸激酶（ThMP + ATP → ThDP + ADP, EC 2.7.4.16）磷酸化的輔因子胸苷單磷酸。在大多數細菌和真核生物，胸苷單磷酸水解硫胺素，則其可以是焦磷酸化為胸苷單磷酸由硫胺二磷酸激酶（thiamine + ATP → ThDP + AMP, EC 2.7.6.2）。
生物合成途徑是通過核糖開關調節。如果有足夠的存在於細胞硫胺則硫胺素結合於信使RNA的使酶，這是在途徑必需的，並防止其轉錄。如果沒有硫胺素存在則沒有抑制，並且酶所需的生物合成就產生了。具體的核開關（TPP核開關）是在真核生物和原核生物中確定的唯一的核開關。

## 生化反应
硫胺在肝、肾和白细胞内转变成硫胺焦磷酸酯（TPP）的形式存在：
硫胺 + ATP（三磷酸腺苷） = 硫胺焦磷酸酯（TPP） + AMP（单磷酸腺苷）TPP是糖类代谢的三羧酸循环中羧化酶所必需的辅酶。TPP还可以在酶的作用下继续和ATP反应：
TPP + ATP = 硫胺三磷酸酯（TTP） + ADP（二磷酸腺苷）

## 功能
主要參與碳水化合物、脂肪的代謝，葡萄糖轉成焦葡萄糖以及焦葡萄糖轉成乙醯輔脢A之過程中需要它，此與脂肪代謝合成有關。食慾、造血、糖類代謝、循環、消化－胃酸產生、能量、生長、學習能力、肌肉韻調的維持（小腸、胃、心臟）。維生素B1又與葡萄糖轉化成五碳糖（pentose）有關，而五碳糖是核甘酸（nucleic acid）合成所需的碳架。

## 推荐摄入量[2]
| 年龄              | 0 - | 0.5 - | 1 - | 4 - | 7 - | 11 - | 青春期（男） | 青春期（女） | 成年（男） | 成年（女） | 孕妇 | 哺乳妇女 |
| 推荐摄入量 （mg） | 0.2 | 0.3   | 0.6 | 0.7 | 0.9 | 1.2  | 1.5          | 1.2          | 1.4        | 1.3        | 1.5  | 1.8      |

注：根据人种、体质等条件的不同，每日推荐摄入量会有一定的差异。

## 缺乏病徵
硫胺素衍生物和依賴硫胺素的酶在人體所有細胞均有存在，所以若身體缺乏硫胺素，會對所有的器官系統造成不利影響。然而，我們的神經系統對於硫胺素缺乏會特別敏感，因為它的氧化代謝需要用到。
缺乏硫胺素，會降低身體的敏銳度，嚴重的可導致代謝性昏迷，甚至死亡。硫胺素缺乏通常都因為營養不良或營養不均衡引起。某些食物中含有阻礙人體利用硫胺素的物質。比如，某些品種的淡水魚、貝類、以及蕨類植物中含有能破壞硫胺素的酶，平常煮熟食用時這種酶會被破壞，而如果大量生食這些食物，就有缺乏硫胺素的可能；而含有豐富抗硫胺素的食物計有：茶、咖啡、檳榔等。有些慢性疾病可引起硫胺素的缺乏，例如：酒精中毒、胃腸道疾病、艾滋病、持續性的嘔吐等。很多糖尿病患者都發現硫胺素不足，這可能會引致併發症。
其他常見的缺乏症還有：
- 脚气病：轻度症状为下肢无力，重度会肌肉萎缩，肢体及心肺水肿。
- 魏尼凯氏综合征（Wernicke-Korsakoff Syndrome）：又称魏尼凯氏脑病（Wernicke's encephalopathy），是一种神经脑病综合症，会导致失语等問題。這個病曾在《怪醫豪斯》第六季的一集提及過。
- 視神經病變：雙側視力喪失，盲點和色覺障礙。

## 摄入过量
作为水溶性维生素，维生素B1一般不会引起中毒，过量的维生素B1会通过尿液等排泄出体外。根据动物实验，家兔试验是D50为300mg/公斤，用犬内服为350mg/公斤。
如果静脉注射过量维生素B1，有些人会发生过敏性休克现象，大剂量可能会造成呼吸中枢压抑而至死亡。

## 主要食物来源
维生素B1广泛存在于天然食物中，但随食物种类而异，且受收获、贮存、烹调、加工等条件影响。最为丰富的来源是葵花子仁、花生、大豆粉、瘦猪肉；其次为小麦粉、小米、玉米、大米等谷类食物；鱼类、蔬菜和水果中含量较少。

### 动物型来源
- 动物肝脏
- 动物肉类

### 植物型来源
- 酵母
- 谷物，主要是粗粮
- 大豆

## 硫胺（Thiamine）的各种名称
- 又稱：Thiamin
- IUPAC中文名：氯化3-[(4-氨基-2-甲基-5-嘧啶基)-甲基]-5-(2-羟基乙基)-4-甲基噻唑
- IUPAC名：3-[(4-amino-2-methyl-5-pyrimidinyl)methyl]-5-(2-hydroxyethyl)-4- methylthiazolium chloride
- 通用名：维生素B1（英文：Vitamin B1）
- 其它名称：
  - 维他命B1
  - 乙种维生素一
  - 乙素
  - 维生素乙1
  - 硫胺素
  - 抗脚气病素
  - 抗神经炎素
  - Antiberiberi factor
  - Anti-polyneuritis factor
  - Aneurin
  - Biamine
  - Betalin S
  - Betamin
  - Beta-Sol

## 外部連結
- [多維新聞網：昆明194名貧困生營養不良集體發病事件調查]